# Tau Tauri
Tau Tauri (τ Tau, τ Tauri) es una estrella triple situada en la constelación de Tauro. Está aproximadamente a una distancia de 401 años luz.
La componente principal, Tau Tauri A, es una estrella blanco-azulada tipo B, estrella enana de la secuencia principal con una magnitud aparente de +4,26.
Tau Tauri B se encuentra a 1 segundo de arco separada de la principal y con una magnitud de +8,9.
Tau Tauri C se encuentra a 63 segundos de arco y es la tercera componente del sistema. Es una estrella enana blanca tipo A con una magnitud aparente de +7,10.